# Pieve di Bellinzona
La pieve di Bellinzona o pieve di San Pietro era il nome di un'antica pieve della diocesi di Como e del baliaggio di Bellinzona con capoluogo Bellinzona.
Il patrono era san Pietro, al quale è ancora oggi dedicata la chiesa prepositurale.

## Storia
La pieve di Bellinzona passò da Milano alle dipendenze di Como nel 1002. Agli inizi del Rinascimento la pieve religiosa, come tutte quelle del Ducato di Milano, assunse anche una funzione amministrativa.
Nel 1500 il territorio subì l'invasione di tre dei confederati elvetici, che iniziarono una guerra mercenaria pagata dalla Francia, conclusasi nel 1503 con il trattato di Arona che segnò la definitiva annessione alla Svizzera della pieve di Bellinzona che già dal 1501 era divenuta il baliaggio di Bellinzona, dipendenza diretta dei membri della Confederazione che avevano pagato i mercenari.
La pieve amministrativa e quella religiosa terminarono in periodi diversi: per la prima fu fatale l'invasione francese del 1499, allorquando fu trasformata nel nuovo baliaggio di Bellinzona, mentre la seconda terminò il XIX secolo, quando il governo federale, come stava accadendo ovunque, pretese la rettifica dei confini ecclesiastici su quelli politici, e venne dunque creata una diocesi luganese separata da Como.